# Danielle Woodhouse
Danielle Woodhouse   (Perth, 23 de febrer de 1969), nascuda amb el nom de Danielle Gusterson, fou una waterpolista australiana que va competir durant les dècades de 1990 i 2000. És germana de la també jugadora de waterpolo Bridgette Gusterson.
El 2000 va prendre part en els Jocs Olímpics de Sydney, on guanyà la medalla d'or en la competició de waterpolo. En el seu palmarès també destaca una medalla d'or a la Copa del Món de waterpolo de 1995.